# 대성고등학교 (강원)
대성고등학교(大成高等學校)는 대한민국 강원특별자치도 원주시 무실동에 있는 사립 고등학교이다.

## 학교 연혁
- 1954년 3월 24일 : 재단법인 대성학원 설립인가(설립자 태암 장윤)
- 1954년 5월 7일 : 대성고등학교 설치인가(3학급) 초대 장윤 교장 취임
- 1964년 1월 29일 : 정관변경 인가, "재단법인 대성학원" 을 "학교법인 대성학원" 으로 조직 변경
- 1990년 1월 14일 : 무실동 신축 교사 이전(9,388.85m2)
- 2011년 3월 1일 : 30학급으로 학칙 변경
- 2024년 5월 7일 : 개교 70주년 기념식
- 2024년 9월 1일 : 제21대 권혜원 교장 취임
- 2025년 1월 8일 : 제69회 졸업식(졸업생 267명, 총 누계 22,086명)

## 참고 자료
- 대성고등학교 - 한국교육학술정보원 학교알리미